# Chattanooga
Chattanooga – miasto w Stanach Zjednoczonych, w stanie Tennessee. Leży nad rzeką Tennessee, niedaleko granicy ze stanem Georgia. Według spisu w 2020 roku liczy 181,1 tys. mieszkańców i jest 4. co do wielkości miastem stanu Tennessee. Obszar metropolitalny Chattanooga obejmuje 567,4 tys. mieszkańców.
Niegdyś uważane za „najbrudniejsze miasto w Ameryce” z powodu wielu zanieczyszczeń, w XXI wieku zyskało przydomek „malowniczego miasta” (Scenic City) i zajęło 59. miejsce w rankingu najlepszych miejsc do życia w USA, według US News & World Report. Miasto znane jest z wielu atrakcji turystycznych, w tym Narodowego Parku Wojskowego Chickamauga i Chattanooga i Tennessee Aquarium z ponad 800 gatunków zwierząt.
Założone w 1816 pod nazwą Ross’s Landing, obecną nazwę uzyskało w 1838. Podczas wojny secesyjnej w okolicy miasta toczyły się zacięte walki. Obecnie najbardziej znane z jedynej w Stanach Zjednoczonych fabryki Volkswagena.

## Demografia
Według danych pięcioletnich z 2020 roku do największych grup obszaru metropolitalnego Chattanooga należą osoby pochodzenia angielskiego (14%), afroamerykańskiego lub afrykańskiego (13,2%), niemieckiego (11%), irlandzkiego (10,6%), „amerykańskiego” (10%), latynoskiego (4,7%) i szkockiego lub szkocko-irlandzkiego (4,1%). W głównym mieście blisko jedna trzecia mieszkańców to Afroamerykanie.

## Historia
Pierwszymi ludźmi zamieszkującymi tereny Chattanooga byli Indianie, którzy osiedlili się na tych terenach najprawdopodobniej już w epoce górnego paleolitu.
Nazwa Chattanooga wywodzi się z języka muskogejskiego, którym posługiwały się ludy muskogejskie zamieszkujące te tereny. W języku muskogejskim cvto (chatta) oznacza skałę, co najprawdopodobniej odnosi się do płaskowyżu Lookout Mountain, który wygląda jak ogromna, wysoka skała.
Oficjalnie miasto zostało założone w roku 1816 pod nazwą Ross’s Landing (od nazwy założyciela, którym był John Ross). Pierwszymi mieszkańcami miasta pod ówczesną nazwą byli Czirokezi, którzy zostali z tych terenów brutalnie wysiedleni w trakcie Szlaku Łez. W roku 1838, kiedy nastąpiło wysiedlenie, miasto zamieniło się w obóz wojskowo-emigracyjny.
W trakcie wojny secesyjnej, 23 listopada 1863 w okolicach miasta rozpoczęła się słynna bitwa pod Chattanoogą. Po wojnie w mieście nastąpił okres rozkwitu przemysłu ciężkiego i produkcyjnego, rozbudowano też kolej. W latach 30. XX wieku miasto było nazywane Dynamo of Dixie, co w wolnym tłumaczeniu znaczy po prostu „Dynamo Dixie” (południowo-wschodnich stanów Stanach Zjednoczonych). W tym pięknym dla miasta okresie wzrosło jednak zanieczyszczenie powietrza związane z działalnością kamieniołomów na Lookout Mountain. W 1969 roku lokalny rząd ogłosił nawet, że poziom zanieczyszczenia powietrza w regionie jest najwyższy w całym kraju.
Po okresie rozkwitu nadszedł okres recesji. W latach 80. miasto zaczęło borykać się z problemami natury ekonomicznej i socjalnej. Lokalny rynek pracy przeżywał kryzys, gdyż dochodziło do masowych zwolnień. Na złą sytuację miasta wpłynęły też podupadająca infrastruktura miejska oraz podziały społeczne o podłożu rasowym.
W ostatnich latach przeznaczono wiele środków na restaurację miasta. Jako pierwszy odrestaurowany został most Walnut Street Bridge, który jest najstarszą budowlą tego typu w południowo-wschodnich Stanach Zjednoczonych. Został też sporządzony specjalny plan – „21st Century Waterfront Plan”, zakładający rozbudowę Chattanoogi za fundusze rzędu 120 milionów dolarów.

## Gospodarka

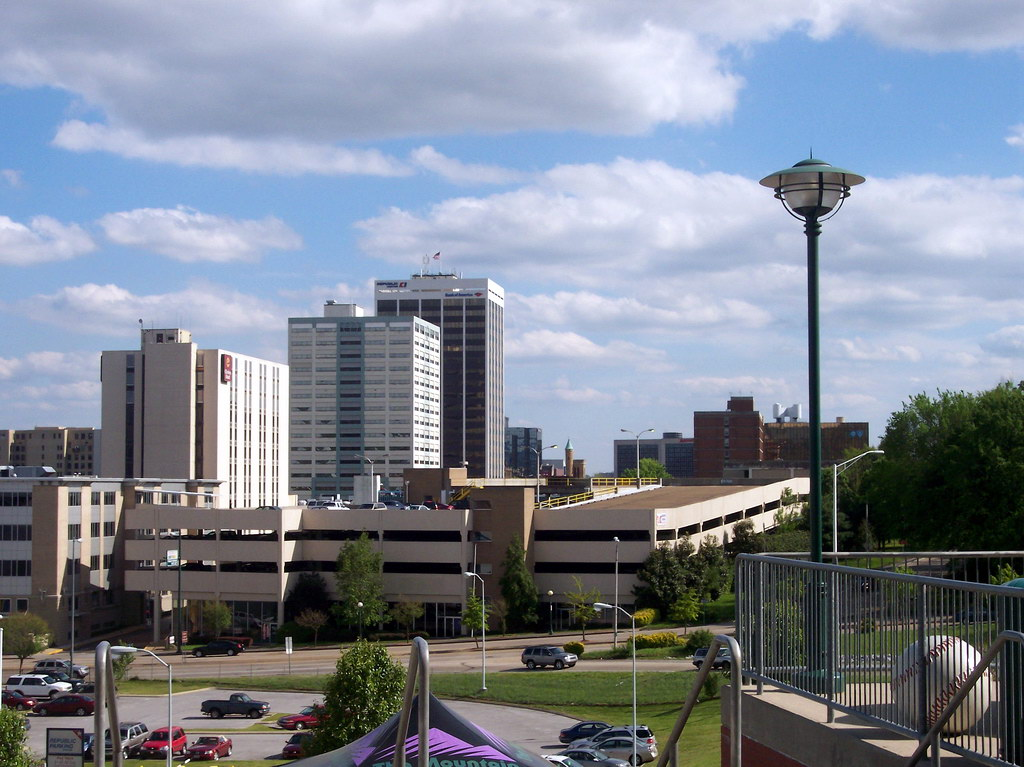
Centrum miasta

W mieście mają swoje siedziby takie przedsiębiorstwa jak Roadtec Inc., BlueCross BlueShield of Tennessee, CBL & Associates, The Chattanooga Bakery, Chattem, Coker Tire, Coptix, Covenant Transport, Dixie Carpets & Yarns, Rock/Creek, Double Cola, Gordon Biersch Brewery Restaurant Group, Krystal, FSGBank, Litespeed, Plantronics, Miller Industries, National Model Railroad Association, Olan Mills, Tennessee Valley Authority (TVA), Tricycle Inc., Unum, Miller & Martin, Astec Industries, Propex, U.S. Xpress Enterprises, Komatsu America Corp – Chattanooga Manufacturing Operation. W mieście znajdują się także duże oddziały takich przedsiębiorstw jak Cigna, AT&T i UBS, a także budynki produkcyjne DuPont, Rock-Tenn, Columbus Metals Co., Buzzi Unicem, Mueller Water Products, pierwsza światowa rozlewnia napojów Coca-Cola oraz kamieniołom należący do Vulcan Materials.
W Chattanoodze znajduje się też duża gałąź drobnego przemysłu detalicznego, w tym dwa duże centra handlowe: Hamilton Place Mall i Northgate Mall.

### Sektor użyteczności publicznej
Należące do miasta przedsiębiorstwo Electric Power Board dostarcza prąd do prawie całego miasta i otaczających go terenów, a także zaopatruje je w usługi telekomunikacyjno-internetowe. Bardzo dużą rolę w tym sektorze odgrywa też federalna korporacja Tennessee Valley Authority, będąca właścicielem wielu elektrowni i zajmująca się ich obsługą.
Dystrybucją gazu zajmuje się Chattanooga Gas Company, natomiast dystrybucją wody zajmuje się Tennessee-American Water Company.

## Oświata

### Szkolnictwo podstawowe i ponadpodstawowe
Szkoły publiczne w mieście (podobnie jak w całym hrabstwie Hamilton) działają zgodnie i na podstawie Hamilton County School System.
W Chattanoodze poza szkołami publicznymi znajdują się też prestiżowe szkoły prywatne i parafialne, takie jak Baylor School, The McCallie School, Girls Preparatory School, Notre Dame High School.

### Szkolnictwo wyższe
Jedną z najbardziej prestiżowych uczelni w mieście jest University of Tennessee at Chattanooga, który jest częścią stanowego systemu uniwersyteckiego University of Tennessee system. Na terenie miasta znajdują się też:
- Chattanooga State Technical Community College
- Southern Adventist University
- Tennessee Temple University
- Miller-Motte Technical College (oddział)
- Virginia University (oddział)
- University of Tennessee College of Medicine (oddział)

## Religia

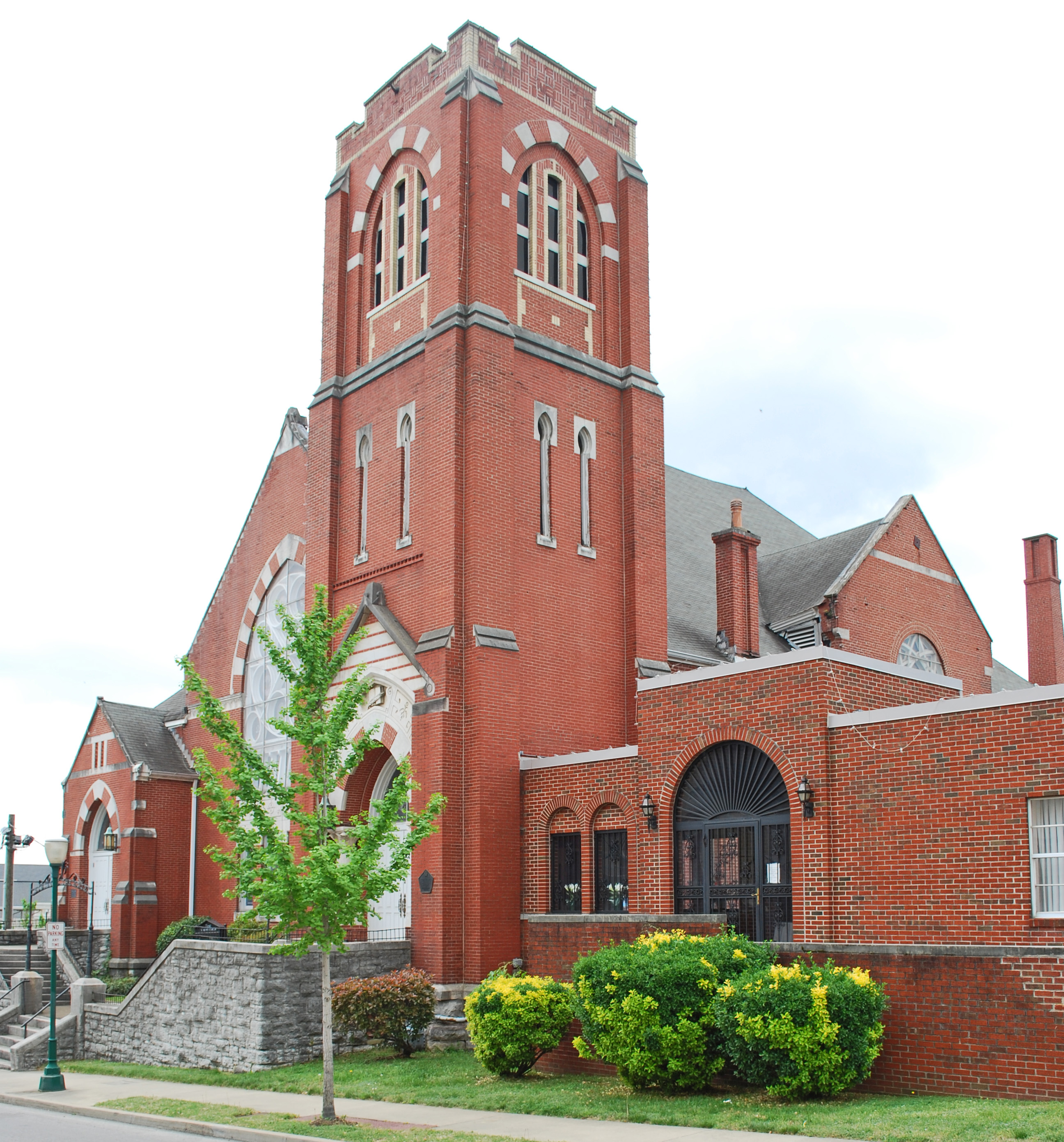
Pierwszy Kościół Baptystów

Do największych grup religijnych aglomeracji w 2020 roku należały:
- Południowa Konwencja Baptystów – 110,6 tys. członków w 215 zborach,
- lokalne bezdenominacyjne zbory ewangelikalne – 46 tys. członków w 243 zborach,
- Zjednoczony Kościół Metodystyczny – 31,4 tys. członków w 80 kościołach,
- Kościoły zielonoświątkowe (w większości Kościół Boży) – ok. 25 tys. członków w 118 zborach,
- Kościół Adwentystów Dnia Siódmego – 16,2 tys. członków w 37 zborach,
- Kościół katolicki – 13,8 tys. członków w 11 parafiach.

## Miasta partnerskie
- Izrael: Giwatajim
- Niemcy: Hamm
- Rosja: Niżny Tagił
- Chińska Republika Ludowa: Wuxi
- Korea Południowa: Gangneung
- Włochy: Ascoli Piceno
- Wielka Brytania: Swindon
- Ghana: Akra[8]